# جيروذ سونوراني
جيروذ سونوراني (الاسم العلمي: Neotoma phenax) هي نوع من الحيوانات تتبع جنس الجيروذ من فصيلة الفأرية.